# Hypenella empodiata
Hypenella empodiata är en tvåvingeart som beskrevs av Collin 1941. Hypenella empodiata ingår i släktet Hypenella och familjen dansflugor. Inga underarter finns listade i Catalogue of Life.